# Grand Forks megye
Grand Forks megye az Amerikai Egyesült Államokban, azon belül Észak-Dakota államban található. Megyeszékhelye és legnagyobb városa Grand Forks. Lakosainak száma 73 170 fő (2020. április 1.). Grand Forks megye Walsh, Marshall, Polk, Traill, Steele és Nelson megyékkel határos.

## Népesség
A megye népességének változása:
| Lakosok száma | 66 949 | 66 589 | 67 552 | 69 179 | 70 916 | 73 170 |
|               | 2010   | 2011   | 2012   | 2013   | 2015   | 2020   |